# Cyanopterus praecinctus
Cyanopterus praecinctus är en stekelart som först beskrevs av Shestakov 1936.  Cyanopterus praecinctus ingår i släktet Cyanopterus och familjen bracksteklar. Inga underarter finns listade i Catalogue of Life.